# مانتاس كوكليس
مانتاس كوكليس (10 يونيو 1987 بليتوانيا - ) هو لاعب كرة قدم ليتواني في مركز الوسط. شارك مع منتخب ليتوانيا لكرة القدم. أما مع النوادي، فقد لعب مع بوهيميانز 1905 ونادي تورنهاوت ونادي جالغيريس وFC Šiauliai ‏.

## وصلات خارجية
- مانتاس كوكليس على موقع الاتحاد الأوربي (الإنجليزية)
- مانتاس كوكليس على موقع قاعدة بيانات كرة القدم.إي يو (الإنجليزية)
- مانتاس كوكليس على موقع ناشيونال فوتبول تيمز (الإنجليزية)
- مانتاس كوكليس على موقع Soccerway.com (الإنجليزية)